# Ravshan Haydarov
Ravshan Haydarov (in russo Равшан Акмалович Хайдаров?, Ravšan Akmalovič Chaydarov; Tashkent, 15 luglio 1961) è un allenatore di calcio ed ex calciatore uzbeko, di ruolo difensore, attuale commissario tecnico della nazionale Under-20 uzbeka.

## Palmarès

### Allenatore

#### Club

##### Competizioni nazionali
- Campionato uzbeko: 2

Paxtakor: 2006, 2007
- Coppa dell'Uzbekistan: 2

Paxtakor: 2006, 2007